# Альфонсо Марія Бурбон-Сицилійський
Альфонсо Марія Бурбон-Сицилійський (італ. Alfonso Maria di Borbone-Due Sicilie; 30 листопада 1901, Мадрид, Іспанія — 3 лютого 1964) — глава Бурбон-Сицилійського дому, спадковий принц Королівства обох Сицилій (іспанська лінія), герцог Калабрійський; у шлюбі — інфант Іспанський та принц Астурійський.

## Біографія
Альфонсо Марія Бурбон-Сицилійський народився 30 листопада 1901 року у Мадриді. Він був сином принца Карлоса Бурбон-Сицилійського та інфанти Марії де лас Мерседес Іспанської, принцеси Астурійської. До народження кузена, інфанта Альфонсо Іспанського, сина короля Альфонсо XIII та Вікторії Євгенії Баттенберзької, Альфонсо Марія Бурбон-Сицилійський був одним із головних претендентів на трон Іспанії.
У 1960 році, після смерті дядька, наслідного принца Фердинанда Пія Бурбон-Сицилійського, він, всупереч Каннському акту, в якому його батько під час укладання шлюбу відмовився від прав на престол Королівства обох Сицилій, оголосив себе головою Бурбон-Сицилійського дому. Таким чином будинок Сицилійських Бурбонів виявився поділений на дві гілки: іспанську, на чолі з Альфонсо Марія Бурбон-Сицилійським та італійську, на чолі з його дядьком Раньєрі Бурбон-Сицилійським.
Альфонсо Марія Бурбон-Сицилійський помер 3 лютого 1964 року у Мадриді, в Іспанії.

## Шлюб та діти
Одружився з принцесою Алісою Бурбон-Пармською, дочкою принца Елії Бурбон-Пармського, титулярного герцога Парми та П'яченці.
У сім'ї народилося троє дітей.